# Чеченская Республика Ичкерия
Чече́нская Респу́блика Ичке́рия (аббрев. ЧРИ; чечен. Noxçiyn Respublika Içkeriya / Нохчийн Республика Ичкерия), до 14 января 1994 года — Чече́нская Респу́блика (Нохчийчоь) (аббрев. ЧРН; чечен. Noxçiyn Respublika (Noxçiyçö) / Нохчийн Республика (Нохчийчоь)) — частично признанное государство, существовавшее после распада СССР на чеченской части бывшей Чечено-Ингушской АССР — автономной республики в составе РСФСР. С 9 января 1993 года российскими властями эта территория считалась субъектом РФ.
ЧРН провозгласила свою независимость в июле 1991 года, первым её президентом стал Джохар Дудаев. Одностороннее провозглашение независимости Чечни привело к затяжной войне между Россией и ЧРИ, к значительным жертвам и разрушениям и последующему росту напряжённости и военным конфликтам на всём Северном Кавказе. В ходе войны 1994—1996 годов российская армия попыталась силой вернуть Чечню в состав РФ, однако эта попытка не увенчалась успехом. В условиях намечающихся президентских выборов российское руководство решило пойти на переговоры с сепаратистами в мае 1996 года. Войска из Чечни были выведены осенью 1996 года по итогам Хасавюртовских соглашений, статус республики был отложен до 2001 года, де-факто Россия признала тем самым власть сепаратистов в республике. В 1999 году началась Вторая чеченская война, и к весне 2000 года ЧРИ как государство была де-факто ликвидирована.

## Хронология

### Предыстория
- 23—25 ноября 1990 года в Грозном прошел Чеченский национальный съезд. Съезд избрал Исполнительный комитет, впоследствии преобразованный в Исполнительный комитет Общенационального конгресса чеченского народа (ОКЧН). Председателем его стал генерал-майор Джохар Дудаев[12]. Съезд принял декларацию об образовании Чеченской Республики Нохчи-Чо[источник не указан 394 дня].
- 27 ноября 1990 года — принятие Верховным Советом ЧИАССР Декларации о государственном суверенитете Чечено-Ингушетии[13][14], в которой не было указано, что республика входит в состав РСФСР и СССР[15].

### 1991
- 8 июня 1991 — провозглашение Общенациональным конгрессом чеченского народа (ОКЧН) Чеченской Республики (Нохчийчоь)[12][16][17], которая через месяц была объявлена независимым государством[8].
- 6 сентября 1991 — разгон депутатов Верховного Совета ЧИАССР вооружёнными боевиками ОКЧН[12]. В этот день Верховный совет собрался в полном составе, для консультаций на него были приглашены главы местных советов, духовенство, руководители предприятий. Джохар Дудаев, Яраги Мамадаев и другие руководители ОКЧН приняли решение взять здание штурмом. Штурм начался в 16-17 часов вечера, минут через 15-20 после того, как московские эмиссары — среди них был и член Верховного совета РСФСР Асламбек Аслаханов — покинули здание. Вооружённые автоматами, прутьями, холодным оружием дудаевцы ворвались в зал и начали избивать депутатов. Десятки были ранены, погиб председатель Совета народных депутатов Грозного Виталий Куценко[18] — его выбросили из окна третьего этажа[19].
- 15 сентября 1991 — прибытие председателя Верховного Совета РСФСР Руслана Хасбулатова в Грозный и официальный роспуск Верховного Совета ЧИАССР[12]. В результате переговоров между Р. Хасбулатовым и лидерами Исполкома ОКЧН в качестве временного органа власти на период до выборов (назначенных на 17 ноября) был сформирован Временный Высший Совет ЧИАССР (ВВС) из 32 депутатов, сокращённый вскоре до 13 депутатов, затем — до 9. Председателем ВВС был избран заместитель председателя Исполкома ОКЧН Хусейн Ахмадов[12].
- 17 сентября — исполком ОКЧН назначил дату проведения выборов президента и парламента самопровозглашённой республики. Также исполком создал Временный совет Чечни в составе 13 человек с предоставлением ему права принятия временных законодательных актов[20]. 7 человек отказалось работать в этой структуре[21].
- 1 октября 1991 — решением Председателя Временного Высшего Совета ЧИАССР Хусейна Ахмадова Чечено-Ингушская Республика была разделена на независимую Чеченскую Республику (Нохчи-чо) и Ингушскую автономную республику в составе РСФСР. Однако, через 4 дня большинство членов ВВС отменило данное решение своего председателя и отправила его в отставку[12]. Согласно ст. 104 Конституции РСФСР принятие решения о разделении Чечено-Ингушетии находилось в исключительном ведении Съезда народных депутатов РСФСР[22][23].
- 4 октября — Временный совет Чечни объявил о прекращении деятельности КГБ Чечено-Ингушетии[24].
- 5 октября 1991 — захват вооружёнными боевиками Национальной гвардии Исполкома ОКЧН зданий Дома профсоюзов и республиканского КГБ[12].
- 6 октября Исполком ОКЧН объявил о роспуске ВВС («за подрывную и провокационную деятельность») и принял на себя функции «революционного комитета на переходный период со всей полнотой власти»[12]. На следующий день Временный Высший Совет принял решение о возобновлении деятельности в полном составе (32 депутата). Председателем ВВС был избран юрист Бадруддин Бахмадов[12].
- 27 октября 1991 — под контролем сторонников исполкома ОКЧН в чеченской части[25] Чечено-Ингушетии были проведены выборы президента и парламента Чеченской Республики[12]. За Джохара Дудаева проголосовал 412 671 человек, или 90,1 % жителей Чечни. Сразу после этого в боевую готовность были приведены части и подразделения республиканской национальной гвардии, а из Советской армии были отозваны все этнические чеченцы[26]. Противники Д. Дудаева заявили о фальсификации результатов выборов[8].
- 28 октября — совместная сессия Исполкома ОКЧН, членов избранного парламента, Совета старейшин, представителей духовенства, общественно-политических партий и движений приняла постановление, в котором выборы Президента и парламента Чечни признаются действительными и законными[27].
- 1 ноября — президент Джохар Дудаев в качестве своего первого указа[8] подписал указ о государственном суверенитете Чеченской Республики[28].
- 2 ноября 1991 — первое заседание Парламента ЧР[12]. В тот же день Съезд народных депутатов РСФСР объявил незаконными прошедшие выборы в Чечено-Ингушетии[29].
- 7 ноября 1991 — указ Президента РСФСР о введении чрезвычайного положения на территории Чечено-Ингушетии[30], однако в ответ на этот указ проходят акции протеста, блокирование зданий МВД, требования к личному составу МВД присягнуть Дудаеву, блокирование расположения полка ВВ, дислоцированного в Грозном[31].
- 8—9 ноября — на военном аэродроме Ханкала близ Грозного приземлились два военно-транспортных самолёта с отрядами спецназа на борту, но без оружия. Планировалось, что спецназ будет вооружён со складов местного гарнизона. Тем не менее аэродром блокируется гвардейцами Дудаева[8], выход из самолётов невозможен, поэтому утром 9 ноября самолёты улетают[31].
- 11 ноября 1991 — сессия Верховного Совета РСФСР отказалась утвердить Указ о введении чрезвычайного положения. Лидеры чеченской оппозиции заявили о своей поддержке президента Дудаева как защитника суверенитета Чечни. Временный высший совет Чечено-Ингушетии прекратил своё существование[8].
- 27 ноября — Д. Дудаев издал указ о национализации вооружения и техники воинских частей, находящихся на территории республики[8].
- 29 ноября — принятие парламентом Чечни постановления об упразднении в республике существующих органов власти ЧИАССР и создании комитетов местного самоуправления, действующих до выборов местных органов власти[31].
- 28 декабря — парламент самопровозглашённой республики принимает постановление об отзыве народных депутатов СССР и РСФСР от Чечено-Ингушской АССР[32]. В отношении российских депутатов (в частности, председателя Верховного Совета России Руслана Хасбулатова) это решение не было реализовано[33].

### 1992
- В конце 1991—начале 1992 года начались нападения на военные городки Советской армии, сопровождавшиеся захватом оружия и боеприпасов. Склады с оружием и боеприпасами брали под охрану национальные гвардейцы[26].
- 25 января 1992 — Дудаев издал распоряжение, в котором приказал Управлению Центрального Банка РСФСР по Чечено-Ингушетии прекратить все виды платежей в российский бюджет, а поступающие на территорию Чечено-Ингушетии платежи зачислять в бюджет Чеченской Республики[34].
- 5 февраля — разгром и сожжение военного городка внутренних войск, серия нападений на войсковые части Советской Армии с целью захвата оружия и боеприпасов (более 1000 единиц оружия, 46 тонн боеприпасов). Разрушается дорогостоящая боевая техника. Эвакуация семей военнослужащих. Убито 10, ранено 14 человек[35].
- 2 марта 1992 — принятие парламентом Конституции ЧР (вступила в силу через 10 дней).[12]
- 31 марта 1992 — неудачная попытка государственного переворота, предпринятая антидудаевской оппозицией[12]. Захват антидудаевской оппозицией телевидения и радио в г. Грозном с применением огнестрельного оружия (требования отставки Дудаева, роспуска парламента, организации новых всеобщих выборов)[35]. Дудаев назвал эту акцию попыткой государственного переворота и потребовал привлечения виновных к ответственности. Национальная гвардия отбила силовые попытки оппозиции свергнуть власть[35]. Парламент Чечни перевёл под юрисдикцию чеченских властей все воинские части, вооружения и военную технику бывших Вооружённых Сил СССР, которые находились на территории самопровозглашённой республики[36].
- 31 марта 1992 — Кабинет министров ЧР отказался подписать Федеративный договор с Россией[12].
- С марта 1992 года по январь 1993 года проведено несколько (в целом безуспешных) раундов консультаций и переговоров между российской и чеченской делегациями, посвящённых урегулированию отношений[8].
- Июнь 1992 — вывод подразделений Российской Армии из Чечни, при этом на военных базах и складах остаётся почти всё вооружение[26], в том числе бронетехника,боеприпасы[8], танки, артиллерийские системы[12], самолёты.
- 30 октября 1992 — в Пригородном районе Северной Осетии начался вооружённый осетино-ингушский конфликт. 2 ноября Дудаев заявил о нейтралитете Чечни, однако во время обострения конфликта российские войска вышли на административную границу Чечни. 10 ноября Дудаев ввёл чрезвычайное положение, началось создание мобилизационной системы и сил самообороны Чечни[8].
- 18 ноября 1992 — была достигнута договорённость между правительственно-парламентскими делегациями Чечни и Российской Федерации о разведении российских и чеченских вооружённых формирований[8].

### 1993
- 14 января — подписан Протокол по итогам встречи делегаций Российской Федерации и Чеченской Республики в г. Грозном[37].
- февраль 1993 — обострились разногласия между парламентом Чечни и Дудаевым[8].
- 10 февраля — на встрече оппозиционных сил Чечни для выработки единой программы выхода из политического и экономического кризиса поставлен вопрос о взаимоотношениях с Россией, высказывались мнения о необходимости проведения референдума по определению формы отношений с Россией[35].
- 19 февраля — Джохар Дудаев утверждает новую Конституцию и устанавливает режим президентской республики[35].
- 5 апреля — 4 июня 1993 — выступления антидудаевской оппозиции в центре Грозного с требованием отставки президента и правительства и проведения новых парламентских выборов[12].
- 15 апреля — начало бессрочного митинга оппозиционных Д.Дудаеву партий и движений Чечни на Театральной площади в Грозном[35].
- 17 апреля 1993 — роспуск Президентом ЧР Джохаром Дудаевым Парламента[8], Конституционного суда, Грозненского городского собрания[12]. В республике вводится прямое президентское правление[8] и комендантский час[12].
- Май 1993 — введение Дудаевым чрезвычайного положения на территории ЧРИ.[12]
- 2 мая 1993 — Парламент ЧР принимает решение об отстранении Дудаева с должности Президента[12].
- 25 мая — Парламент, назначенное им правительство и муфтият ЧР в обращении к гражданам Чечни призвали их встать на защиту конституции, восстановить в самопровозглашённой республике законную власть[35].
- 28 мая — Конституционный суд Чечни вынес решения о признании действий Д. Дудаева преступными, совершенными с целью незаконного захвата власти, лишения Парламента полномочий, создания неконституционного правительства[35].
- 4 июня 1993 — захват боевиками Шамиля Басаева здания Грозненского городского собрания, где проходили заседания оппозиционного Дудаеву Парламента и Конституционного суда[12].
- 6 июня — Дудаев распускает Конституционный суд Чечни[35].
- 12 июня — жители Надтеречного района постановили считать не действительными на территории района все распоряжения Дудаева и возглавляемого им правительства[35].
- Июнь 1993 — восстановление деятельности Парламента ЧР, но без законодательной деятельности[12].
- Осень 1993 — формирование вооружённых отрядов антидудаевской оппозиции[12].
- 16-17 декабря 1993 — оппозиционный Комитет Национального Спасения, возглавляемый бывшим сторонником Дудаева И. Сулейменовым блокирует резиденцию Дудаева и выдвигает ряд политических требований, однако затем все боевики переходят на сторону Дудаева[12].
- 16 декабря 1993 — образование оппозиционного Дудаеву Временного Совета Чеченской Республики, объединившего отряды оппозиции и возглавляемого Умаром Автурхановым[8][12].

### 1994—1998
- В ответ на принятие новой Конституции РФ в Чечне 14 января 1994 г. указом Дудаева[12][38] к названию республики было добавлено слово Ичкерия, отличающее её от субъекта Российской Федерации[8].
- 26 ноября 1994 — неудачная попытка штурма Грозного отрядами антидудаевской оппозиции, среди которых обнаруживаются российские контрактники[39], солдаты-срочники и бронетехника.
- С октября 1994 года прекратилось движение железнодорожного транспорта на территории Чеченской Республики. За 8 месяцев 1994 года было совершено 120 вооружённых нападений, разграблено 1156 вагонов и 527 контейнеров[40].
- 1994—1996 — Первая чеченская война
- 21 апреля 1996 — гибель первого президента ЧРИ Джохара Дудаева[12]. И. о. президента стал Зелимхан Яндарбиев[12].
- 8 июня 1996 года убит глава администрации Урус-Мартановского района Чеченской Республики Юсуп Эльмурзаев. Убийство связывалось с призывом Яндарбиева к убийствам «предателей, сотрудничающих с марионеточным режимом Завгаева и оккупационными властями»[41].
- 6 августа 1996 — начало штурма Грозного формированиями повстанцев (см. Операция «Джихад»). Одновременно ими блокируются города Гудермес и Аргун[12].
- 31 августа 1996 — заключаются Хасавюртовские соглашения «О неотложных действиях по прекращению боевых действий в Грозном и на территории Чеченской Республики». Со стороны России фактически состоялось одностороннее прекращение войны с последующим выводом войск с территории Чечни.
- Осень 1996 — указом Зелимхана Яндарбиева светские суды заменены на шариатские[источник не указан 5099 дней].
- 31 декабря 1996 г. был завершён вывод всех федеральных войск с территории Чечни[42].
- 27 января 1997 — Аслан Масхадов избран президентом ЧРИ, получив около 59,1 % голосов избирателей (около 228 тыс. чел.), принявших участие в голосовании[12]. В выборах, которые проходили под контролем незаконных вооружённых формирований, не принимали участие представители антидудаевской коалиции. Сами выборы противоречили законодательству Российской Федерации[43]. По мнению Д. Гакаева, данные выборы трудно назвать свободными и демократическими: в них не принимало участия около 500 тысяч беженцев из республики.
- 12 мая 1997 — Президент РФ Б. Н. Ельцин и Президент ЧРИ А. Масхадов подписали «Договор о мире и принципах взаимоотношений между Российской Федерацией и Чеченской Республикой Ичкерия»[44] и Соглашение об основных экономических отношениях между Москвой и Грозным. Согласно тексту этого документа, стороны договорились «навсегда отказаться от применения и угрозы применения силы при решении любых спорных вопросов» и «строить свои отношения в соответствии с общепризнанными принципами и нормами международного права». Американский юрист профессор Бойл расценивает это как признание Россией независимости ЧРИ де-факто. Он основывается на том, что в тексте договора официально употреблялся термин «Чеченская республика Ичкерия», что договор содержал ссылки на международное право как на основу двусторонних отношений и целиком был составлен по форме межгосударственных договоров[45]; эта точка зрения оспаривается другими американскими юристами, указывающими, что ссылки на международное право содержатся и в договорах между РФ и субъектами федерации (например, Татарстаном), при том, что договор не был ратифицирован парламентом — процедура, обязательная для международных договоров и для договоров внутри федерации[46][47]. Как указывает историк Джабраил Гакаев, «Государство Ичкерия не состоялось как с точки зрения международно-правового признания (де-юре), так и с точки зрения конструирования институтов публичной власти, защиты основных прав и свобод граждан»[48]. Политолог В. Максименко полагает, что данный договор был шагом на пути к территориальной дезинтеграции России и был одной из причин теракта на Дубровке. По его мнению, не следует приравнивать «уголовное преступление — организацию вооружённого мятежа с целью отторжения от России части её территории — к политическому движению за национальное самоопределение»[49].

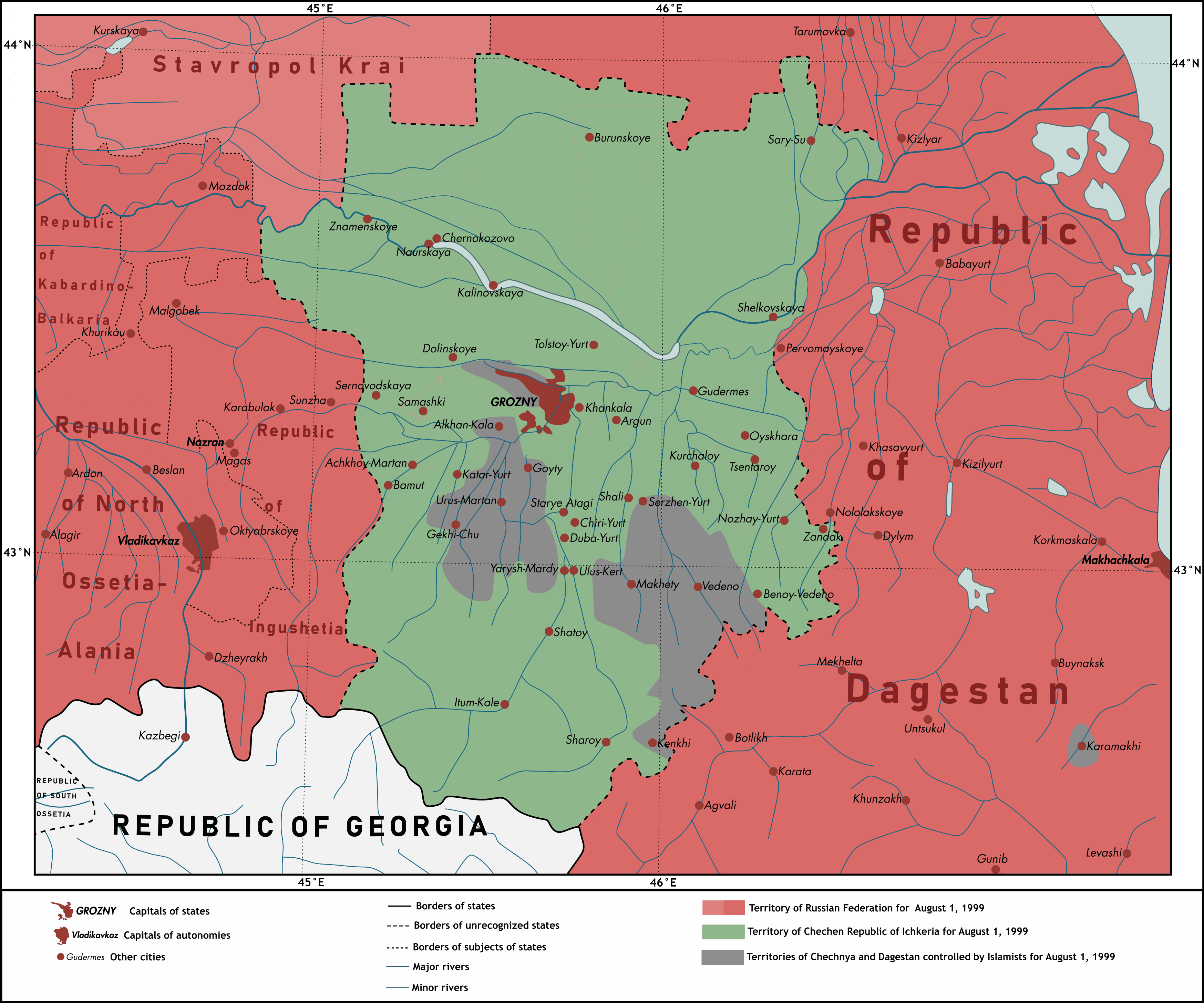
Чеченская Республика Ичкерия, 1 августа 1999 года:
Республики России, подконтрольные российскому правительству
Края России, подконтрольные российскому правительству
Территории Чечни, подконтрольные правительству ЧРИ
Территории Чечни, подконтрольные КНИД

- 1998 — Межвоенный кризис в Чечне.

### 1999
- 3 февраля Аслан Масхадов издал указ о введении в республике шариатского правления «в полном объёме». Он поручил парламенту и муфтияту в течение месяца разработать проект шариатской Конституции.
- 7 февраля — оппозиционные полевые командиры начали формирование параллельной Шуры (совета) во главе с Шамилем Басаевым.
- 9 февраля — первое заседание Государственного совета (официальной Шуры)
- 30 сентября — начало Второй чеченской войны
- В 1999 году состоялось вторжение отдельных формирований ЧРИ в Дагестан. Ранее боевики на приграничной территории неоднократно совершали теракты, похищения мирных жителей и журналистов с целью получения выкупа, угоняли скот, а также совершали иные преступления[50].

### 2000
Подписан договор о взаимном признании между Чеченской Республикой Ичкерия и Исламским Эмиратом Афганистан (подписали: с чеченской стороны — Зелимхан Яндарбиев, с афганской — Вакиль Ахмад Мутаваккиль). ЧРИ открыла посольство в Кабуле и консульство в Кандагаре.
- 23 января — открыто представительство ЧРИ (именуемое «посольством») на территории Афганистана, контролируемой движением Талибан[52][53]

## Провозглашение Кавказского эмирата и ликвидация ЧРИ
6 октября 2007 года самопровозглашённый президент ЧРИ Доку Умаров объявил об упразднении ЧРИ и провозгласил образование Кавказского эмирата. В своём обращении Умаров провозгласил себя «амиром моджахедов Кавказа», «предводителем Джихада», а также «единственной законной властью на всех территориях, где есть моджахеды». Через несколько дней он оформил свои «решения» указами («омра») — Омра № 1 «Об образовании Имарата Кавказ» и Омра № 4 «О преобразовании Чеченской Республики Ичкерия в Вилайят Нохчийчоь (Ичкерия) Имарата Кавказ»— оба от 10 октября 2007 года. При этом он отрёкся от «конституции» ЧРИ 1992 года — «закона тагута», гласившей, что «Народ Чеченской Республики Ичкерия является единственным источником всей власти в государстве» и рассматривает единственным источником власти не народ, а Аллаха.
Эти решения привели к расколу среди повстанцев: Ахмед Закаев объявил себя «премьер-министром» Ичкерии в результате телефонного голосования, что привело к внутренним «расследованиям»; «председателем» парламента ЧРИ Закаев объявил некоего Жаллоуди Сараляпова, указав, что 21 из 41 «избранных парламентариев» находятся в Европе.

## Российско-украинская война
Батальон имени Джохара Дудаева воевал на стороне Украины с момента его формирования во время войны на Донбассе в 2014 году.
После начала полномасштабного вторжения России на Украину 2022-го года антикадыровские чеченцы, такие как члены батальона Джохара Дудаева и батальона шейха Мансура, продолжили сражаться в этом конфликте на стороне Украины. Позже Закаев объявил о создании «Отдельного батальона специального назначения Вооружённых Сил Чеченской Республики»; официально это подразделение позиционировало себя как продолжение Вооружённых Сил Чеченской Республики Ичкерия. Также было создано четвёртое сепаратистское подразделение под названием «Объединенный оперативный отряд Хамзата Гелаева». По мере того как российско-украинская война продолжала обостряться, проукраинские чеченские сепаратисты все чаще рассматривали войну как шанс восстановить Чеченскую Республику Ичкерия. В октябре 2022 года исламистские сепаратисты, принадлежащие к «Аджнад аль-Кавказ», также перебрались на Украину, чтобы сражаться там с Россией. В ноябре правительство Ичкерии в изгнании признало Голодомор геноцидом украинского народа.

## Дипломатическое признание

Делегация ЧРИ в 1998, приглашённая в Польшу. Президент Аслан Масхадов, адвокат и заслуженный юрист РСФСР Абдулла Хамзаев, председатель парламента и внешней связи Ахъяд Идигов, вице-премьер и министр печати Мовлади Удугов и др.

До 2022 года Чеченская Республика Ичкерия не была признана ни одним законным правительством государств — членов ООН, однако представительства ЧРИ существовали в ряде постсоветских государств — Азербайджане, Литве, Эстонии, Грузии, а также в Турции, Катаре и ещё примерно десятке государств. Большинство указанных представительств было закрыто в начале 2000-х гг.
Свергнутый президент Грузии Звиад Гамсахурдия, находясь по приглашению Джохара Дудаева в Грозном, в марте 1992 года подписал указ о признании государственной независимости Чеченской Республики. По поводу функционирования представительства в Грузии президент Эдуард Шеварднадзе заявил, что оно не имело дипломатического статуса, так как Грузия не оформляла никаких правовых документов по этому поводу ни с Россией, ни с самой Ичкерией. Несмотря на предложения легализовать данное представительство, независимость ЧРИ так и не была признана Грузией.
16 января 2000 года было открыто представительство Чеченской Республики Ичкерия в частично признанном Исламском Эмирате Афганистан.
Российская Федерация не признавала ЧРИ де-юре, считая её территорию территорией Чеченской Республики в своём составе. Однако в 1997 году Президент России Борис Ельцин подписал с президентом ЧРИ Асланом Масхадовым «Договор о мире и принципах взаимоотношений между Российской Федерацией и Чеченской Республикой Ичкерия», с которым некоторыми экспертами (см. ниже) связывалось де-факто признание ЧРИ.
В 1995 году депутатами Верховной рады Украины делались заявления о необходимости дипломатического признания Ичкерии. 11 июля 2022 года в Верховную раду Украины внесли законопроект о признании независимости Ичкерии, однако он не был внесён на голосование. 18 октября 2022 года в парламенте Украины был зарегистрирован, а позже и принят законопроект о признании Чеченской Республики Ичкерия временно оккупированной Россией.

## Государственное и политическое устройство

### Конституция
Конституция ЧРИ была принята парламентом республики 2 марта 1992 года и одновременно было объявлено о прекращении действия конституции Чечено-Ингушской АССР 1978 года. В 1996 и 1997 годах в неё вносились изменения и дополнения.

### Глава государства и вице-президент

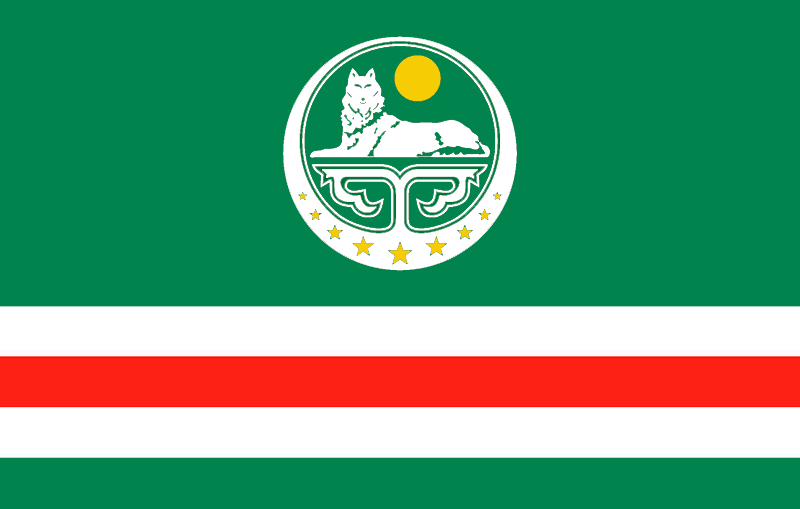
Флаг президента ЧРИ

Главой Чеченской Республики Ичкерия являлся президент, избираемый всеми гражданами республики сроком на 5 лет. Президент являлся высшим должностным лицом, верховным главнокомандующим Вооружёнными силами, главой исполнительной власти, а также формировал Кабинет министров (правительство) и Высший Президентский совет, назначал и увольнял руководителей министерств и ведомств, присваивал воинские звания и государственные награды, руководил внешней и внутренней политикой республики.
Вице-президент ЧРИ являлся заместителем и первым преемником президента, замещающим последнего в случае временной утраты трудоспособности или болезни. При президенте ЧРИ были также созданы Администрация Президента, Высший Президентский совет и Совет безопасности.

#### Список президентов
| №                                                       | Портрет                                                 | Фамилия, Имя, Отчество (годы жизни)                     | Срок полномочий                                         | Срок полномочий                                         | Политическая партия                                     |
| №                                                       | Портрет                                                 | Фамилия, Имя, Отчество (годы жизни)                     | Занял должность                                         | Покинул должность                                       | Политическая партия                                     |
| Список выбранных всеобщим голосованием президентов ЧРИ: | Список выбранных всеобщим голосованием президентов ЧРИ: | Список выбранных всеобщим голосованием президентов ЧРИ: | Список выбранных всеобщим голосованием президентов ЧРИ: | Список выбранных всеобщим голосованием президентов ЧРИ: | Список выбранных всеобщим голосованием президентов ЧРИ: |
| ------------------------------------------------------- | ------------------------------------------------------- | ------------------------------------------------------- | ------------------------------------------------------- | ------------------------------------------------------- | ------------------------------------------------------- |
| 1                                                       |                                                         | Дудаев, Джохар Мусаевич (1944—1996)                     | 9 ноября 1991                                           | 21 апреля 1996                                          | Независимый кандидат                                    |
| и. о.                                                   |                                                         | Яндарбиев, Зелимхан Абдулмуслимович (1952—2004)         | 21 апреля 1996                                          | 12 февраля 1997                                         | Вайнахская демократическая партия                       |
| 2                                                       |                                                         | Масхадов, Аслан Алиевич (1951—2005)                     | 12 февраля 1997                                         | Февраль 2000                                            | Партия национальной независимости                       |
| Список президентов ЧРИ в изгнании:                      |                                                         |                                                         |                                                         |                                                         |                                                         |
| 3                                                       |                                                         | Масхадов, Аслан Алиевич (1951—2005)                     | Февраль 2000                                            | 8 марта 2005                                            | —                                                       |
| 4                                                       |                                                         | Садулаев, Абдул-Халим Абусаламович (1966—2006)          | 8 марта 2005                                            | 17 июня 2006                                            | —                                                       |
| 5                                                       |                                                         | Умаров, Доку Хамадович (1964—2013)                      | 17 июня 2006                                            | 31 октября 2007                                         | —                                                       |

### Правительство (Кабинет министров)

Герб Чеченской Республики Ичкерия

Высшим руководящим органом в стране являлся Кабинет министров, который возглавлялся Председателем. Последний раз Кабинет министров был сформирован Парламентом ЧРИ в начале 1997 года. Председателями Кабинета министров были, как правило, президенты ЧРИ. Этот пост занимали только два человека, не бывших президентами, — Руслан Гелаев и Шамиль Басаев.

### Парламент
Высшим органом законодательной власти являлся Парламент, избираемый гражданами ЧРИ сроком на 5 лет. Выборы производились по мажоритарной системе. Ранее Парламент утверждал Конституцию и законы, состав Кабинета министров, членов Конституционного, Верховного и Арбитражного суда, а также судей городов и районов. Парламент также назначал Генерального прокурора и контролировал работу исполнительных органов власти.

### Выборы

#### 1991 год
| № | Портрет | ФИО, год рождения                                     | Голоса  | %      |
| - | ------- | ----------------------------------------------------- | ------- | ------ |
| 1 |         | Дудаев, Джохар Мусаевич, 15 февраля 1944 г. рождения  | 412 671 | 90,1 % |
| 2 |         | Басаев, Шамиль Салманович, 14 января 1965 г. рождения | 45 473  | 9,9 %  |
| 3 | —————   | Гойтемиров, Рамзан Усманович                          | 45 473  | 9,9 %  |
| 4 | —————   | Сулаев, Мамака                                        | 45 473  | 9,9 %  |

#### 1997 год
| № | Портрет | ФИО, год рождения                                                   | Партия                            | Голоса  | %      |
| - | ------- | ------------------------------------------------------------------- | --------------------------------- | ------- | ------ |
| 1 |         | Масхадов, Аслан Алиевич, 21 сентября 1951 года рождения             | Партия национальной независимости | 241 950 | 59,3 % |
| 2 |         | Басаев, Шамиль Салманович, 14 января 1965 года рождения             | ПС ЧРИ                            | 95 841  | 23,5 % |
| 3 |         | Яндарбиев, Зелимхан Абдулмуслимович, 12 сентября 1952 года рождения | Путь Джохара                      | 41 183  | 10,1 % |
| 4 |         | Удугов, Мовлади Саидарбиевич, 9 февраля 1962 года рождения          | Исламский порядок                 | 3856    | 0,93 % |
| 5 |         | Абалаев, Айдамир Тимир-Хаджиевич, 1964 года рождения                | Независимый кандидат              | 3740    | 0,92 % |
| 6 |         | Закаев, Ахмед Халидович, 26 апреля 1959 года рождения               | Независимый кандидат              | 2345    | 0,58 % |
| 7 | —————   | Другие                                                              | ?                                 | ———     | 0,38 % |

### Судебная система
С 1991 по 1996 годы в республике сохранялась светская судебная система, оставшаяся ещё с советских времён. Весной 1995 года указом Дудаева в республике впервые появляются шариатские суды, а с 1996 года светские суды официально упраздняются и с 1997 года полностью заменяются шариатскими. Главным судебным органом являлся Верховный Шариатский суд Чеченской Республики Ичкерия.

### Государственная безопасность
Специальная служба, ответственная за безопасность и контрразведку именовалась Департаментом государственной безопасности (ДГБ ЧРИ). В её ведении находились также концентрационные лагеря для военнослужащих Вооружённых сил России, сотрудников российских правоохранительных органов, пророссийских представителей местных органов власти и духовенства, а также гражданских лиц, подозреваемых в сотрудничестве с российскими властями. Существовало также Министерство Шариатской Государственной Безопасности (МШГБ).

## Законность и правопорядок

### Местные органы самоуправления
После окончания первой чеченской войны в августе 1996 года в ЧРИ произошла смена руководителей местных органов власти: главы администраций районов, городов и сёл. Сторонники пророссийской администрации Доку Завгаева смещались и заменялись повстанцами. Механизм смены власти на местах был достаточно прост: отряды ЧРИ входили в город или село и объявляли о смещении представителей «пророссийского правительства». Главой администрации назначался командир отряда либо кто-то из его родственников или сторонников. Так, в населённых пунктах Шали, Аргун, Ведено, Курчалой, Бамут, Зандак и некоторых других власть осуществляли непосредственно полевые командиры отрядов, выведенных из Грозного в конце августа.

### Правоохранительные органы
Правоохранительными органами ЧРИ считались:
- Министерство внутренних дел (МВД)
- Национальная служба безопасности (НСБ)
- Генеральная прокуратура
- Антитеррористический центр при президенте ЧРИ
- Некоторые специальные правоохранительные органы и подразделения

### Уголовный кодекс
Уголовный кодекс Чеченской Республики Ичкерия (опубликован в газете «Ичкерия» 6 сентября 1996 года) являлся точной копией Уголовного кодекса Судана, этот факт отмечался в ряде юридических работ, в частности:

Иногда доходило до смешного. Например, знаменитый уголовный кодекс Чечни 1996 года, о котором многие слышали, но который мало кто читал, был практически полностью списан с Уголовного Кодекса Судана, принятого за несколько лет до этого в соответствии с маликитским мазхабом (правовой школой), — в то время как в Чечне преобладает шафиитский мазхаб. Сторонники введения данного закона в Чечне так торопились, что забыли заменить в некачественно выполненном подстрочном переводе указанного кодекса Судана многие местные реалии. Например, там остались штрафы в суданских фунтах. Плата за кровь должна была взиматься верблюдами. А где вы найдёте в Чечне, например, сто верблюдов за убийство дееспособного свободного мужчины, как того требует закон? — Беккин Р., В. Бобровников В. «Северный Кавказ — не царство благородных разбойников» // Татарский мир. — 2003. — № 19 (29). — декабрь. — С. 8.

### Правоприменительные практики
Ситуацию с законностью и правопорядком в Чеченской Республике Ичкерия известный журналист Юлия Латынина описывала следующим образом:

Пусть представит себе в Чечне режим шариата, который не способен поддерживать нормальную хозяйственную деятельность и вынужден жить, порождая себе врагов. А Чечня, в общем-то, находилась на пороге к этому режиму. В Чечне был масхадовский бардак, в Чечне были три главных отрасли народного хозяйства — торговля людьми, наркотиками и палёной нефтью, в Чечне были посты на дорогах, которые грабили прохожих именем Аллаха, в Чечне в прайм-тайм демонстрировались по телевизору отрезанные русские головы, и бардак внутри руководства был примерно такой… я вспоминаю замечательную историю про то, как однажды собрался Совет национальной безопасности Чечни и в нём был Хункарпаша Исрапилов в этот момент, при Масхадове, заведовал борьбой с похищениями людей, и Масхадов говорит «ну, что-то надо делать, чтобы прекратить похищения людей», тогда Хункарпаша поглядел на всех присутствующих и говорит Закаеву «Ахмед, выйди», Закаев вышел, а всем остальным Хункарпаша говорит «вы арестованы», в смысле за похищения людей. — Статья и передача «Код доступа» от 16.06.2007 на радиостанции «Эхо Москвы»
При этом являвшийся в 1993—1998 годах главой Конституционного суда Чечни Ихван Гериханов не отрицал правогого и социального хаоса в Ичкерии, в то же время, по его мнению, в те годы в Ичкерии «царил такой же беспорядок, что и по всей России», а внесудебные расправы он называл «наследием российской действительности». Также, по его мнению, чеченское общество по своему менталитету больше ориентировалось на более мягкие правила Сунны и Корана, чем на жёсткие и непримиримые законы шариата.
Рамзан Кадыров, напротив, заявлял о применяемых ранее в Чеченской Республике Ичкерия законах шариата и видел в них положительные моменты:

- …чтобы заработать 100 долларов, они себя продают! Как это объяснить нашим детям? Гей-клубы открывают! Каждый день! Если и дальше так пойдёт, то у нас просто силы не будет и духа не будет. Вот во времена Ичкерии у нас суровые законы были, шариатские суды строго судили. У нас героин был вполовину дешевле, чем у соседей, нам завозили специально, чтоб приучить.— Статья «Вайнах и мир», «Российская газета» — Федеральный выпуск № 4883 от 7 апреля 2009 г.
Бывший министр внутренних дел Ичкерии Казбек Махашев заявил:

- …фактически в республике в преддверии войны с Россией царил правовой хаос, власть была захвачена вооружёнными группами, действовавший президент Аслан Масхадов не влиял на ситуацию. Непонятно было даже, что за республику мы строим. По конституции Ичкерия была светской республикой, а фактически насаждалась шариатская форма правления.— Статья «Экс-лидеры так называемой Ичкерии признали ошибочность своей идеологии» , «РИА Новости» — 11:50 30/05/2009

## Экономика

### Легальные отрасли
До начала 1990-х годов основными отраслями производства Чечено-Ингушетии были промышленность (около 41 % совокупного общественного продукта), сельское хозяйство (34 %) и строительство (11,2 %). Основу промышленного комплекса Чечни составляла нефтяная и нефтеперерабатывающая промышленность. В 1992—1994 годах добыча нефти упала по сравнению с 1970-ми годами более чем в пять раз. В Чечне также имелись химические и машиностроительные предприятия, деревообрабатывающие заводы, а также предприятия лёгкой и пищевой промышленности. В период 1992—1994 годах произошёл значительный экономический спад (более, чем на 30-35 %), а во время Первой чеченской войны почти все предприятия оказались разрушены и разграблены.
В советские времена в Чечне было развито сельское хозяйство, дававшее 33 % общего производства. Одним из самых важных отраслей сельского хозяйства было виноградарство, дававшее четверть всего сельскохозяйственного производства. К середине 1990-х годов число виноградных хозяйств сократилось до 28.

### Захваты заложников
Согласно данным МВД России, в 1995 году были похищены и переправлены в Чечню 1289 человек, в 1996 году — 427 человек, в 1997 году — 1140 человек, в 1998 году — 1415 человек.
14 декабря 1995 года в Ачхой-Мартане были захвачены в заложники 36 ставропольских строителей.
Жертвами похищений становились также иностранные граждане. 27 апреля 1996 года в пригороде Грозного захвачены два сотрудника международной организации «Врачи без границ», за которых потребовали 200 тыс. долл. 27 июля 1996 года в Грозном похищены сотрудники международной организации «Кампания против голода» Фредерик Малардо и Майкл Пенроуз. 28 сентября 1996 года в Чечне захвачены сотрудники итальянской гуманитарной организации «Интерсос». 2 августа 1997 года в Дагестане были захвачены и вывезены в Чечню четверо сотрудников гуманитарной организации «Экилибр». 3 июля 1997 года в Грозном похищены граждане Великобритании Камила Карр и Джон Джеймс. 23 октября 1998 года в Грозном похищены сотрудники гуманитарной организации «Церкви в совместном действии», венгерские граждане. 8 января 1998 года в Махачкале похищены, а затем вывезены в Чечню граждане Швеции, супруги Паулина и Даниэль Брулин.
В октябре 1998 года похищены четверо инженеров британской компании Granger Telecom, 7 декабря им отрубили головы.
10 августа 1999 года в Гунибском районе Дагестана похищены и вывезены на территорию Чечни польские учёные-экологи доцент Ева Мархвинськая-Вирвал и профессор Зофия Фишер-Маленовская. Женщины были освобождены сотрудниками ГУБОП МВД России и Северокавказского УБОП в марте 2000 года после начала контртеррористической операции.
Неоднократно захватывались в заложники журналисты. 19 января 1997 года в Чечне похищены журналисты ОРТ Роман Перевезенцев и Вячеслав Тибелиус. 23 февраля 1997 года в Грозном похищен итальянский журналист еженедельника «Панорама» Мауро Галлигани, за которого требовали 1 млн долл. выкупа. 4 марта 1997 года в Грозном захвачены в заложники сотрудники «Радио России» Николай Мамулашвили, Юрий Архипов и Лев Зельцер, а также корреспондент ИТАР-ТАСС Николай Загнойко. 10 мая 1997 года в Чечне похищены сотрудники НТВ Елена Масюк, оператор Илья Мордюков и звукооператор Дмитрий Ольчев. 30 марта 1999 года в Грозном похищен корреспондент ИТАР-ТАСС Саид Исаев. 19 июля 1999 года похищен фотокорреспондент ИТАР-ТАСС Владимир Яцина, который впоследствии был убит. В октябре 1999 года похищен французский фотокорреспондент Брис Флетьо, который провёл в плену 8 месяцев.
Чеченские бандформирования похищали также и детей. 20 мая 1999 года у своего дома в Саратове была похищена 12-летняя дочь местного предпринимателя Алла Гейфман, которую вывезли в Чечню. За неё требовали выкуп 5 млн долл. Алла провела в плену семь месяцев в Шалинском районе, у неё были ампутированы два пальца, которые отправили родителям в Саратов. 9 октября 1998 года в Грозном похищена 2-летняя девочка, за которую требовали 15 тыс. долл. Ребёнок провёл в плену около 9 месяцев, ей были разрезаны ухо и палец.

### Работорговля
В период контроля территории региона повстанцами в Чечне работали рынки рабов: в Грозном и Урус-Мартане, где продавали людей, в том числе, похищенных из других российских регионов. В документальном фильме «Рынок рабов» телекомпании «ВИД», снятого на основе свидетельств заложников, рассказывается об обстоятельствах похищения и жизни в плену. Заложники похищались из Северного Кавказа, Ростова, Волгограда, Москвы. В частности, в фильме упоминается случай, когда в Урус-Мартане был сделан заказ на «17-летнюю блондинку, ростом 172 сантиметра, с третьим размером груди, девственницу». Через неделю девушка была похищена в Новороссийске и привезена в Чечню. Места («зинданы»), где содержались рабы, были оборудованы решётками, цепями, нарами, окошками для подачи еды. По данным авторов фильма, в зинданах Грозного и Урус-Мартана содержалось более 6 тысяч человек. Поводом для съёмок фильма стало похищение в Чечне журналистов Ильяса Богатырёва и Владислава Черняева.
По оценкам бывшего председателя Государственного комитета РСФСР по делам национальностей Валерия Тишкова, в Чечне за 1990-е годы более 46 тысяч человек обращено в рабство или использовалось на принудительных работах.

## Экологическая обстановка
По мнению председателя комитета Государственной думы РФ по экологии Владимира Грачёва, с приходом к власти Дудаева и Масхадова на территории, контролируемой повстанцами, произошло ухудшение экологической обстановки. Грачёв охарактеризовал положение как «критическое». Как полагает Грачёв, негативно влияла на экологическую обстановку деятельность властей ЧРИ и криминальных структур по кустарной добыче нефтепродуктов из нефти. По оценкам, количество частных нефтеперегонных установок, которые могли находиться во дворах и подвалах частных домов, превышало 1,5 тысячи. Ёмкость резервуаров для похищенной нефти имела вместимость от 3 до 120 м³. Сам Масхадов имел хранилище нефти и установку. В результате подобные действия повлекли серьёзное загрязнение почвы и водных объектов тяжёлыми фракциями нефти. По словам Грачёва, «контртеррористическая операция в Чеченской Республике помимо решения основных задач — пресечения деятельности незаконных вооружённых формирований — внесла серьёзный вклад и в нормализацию сложившейся в республике экологической обстановки».

## Население

### Численность населения
| Год  | Население |
| ---- | --------- |
| 1991 | 1 171 514 |
| 1992 | 1 224 703 |
| 1993 | 1 280 519 |
| 1994 | 1 307 071 |
| 1995 | 1 227 980 |
| 1996 | 1 224 986 |
| 1997 | 1 174 877 |
| 1998 | 1 166 896 |
| 1999 | 1 159 839 |

### Этническое население
В 1992 году была проведена республиканская перепись населения ЧРИ.
| Национальный состав | Численность, тыс. человек | Процентная доля |
| ------------------- | ------------------------- | --------------- |
| Чеченцы             | 890 000                   | 68 %            |
| Русские             | 230 000                   | 17,6 %          |
| Ингуши              | 30 000                    | 2,3 %           |
| Месхетинские турки  | около 7000—8000           | 0,5—0,6 %       |
| Армяне              | 5000                      | 0,4 %           |
| Украинцы            | 4000—5000                 | 0,3—0,4 %       |
| Всё население       | 1 309 000                 | 100 %           |

## Президентство Аслана Масхадова
Как отмечал чеченский историк Джабраил Гакаев, Масхадов оказался не в состоянии консолидировать чеченское общество, поддержав вооружённое меньшинство и отвергнув сотрудничество с центристскими политическими силами и лояльной к России модернизированной частью населения.
В сентябре 1998 года Радуев, Басаев и Исрапилов обвинили Масхадова в сговоре с Москвой, потребовав его отставки. В ответ Масхадов отправил в отставку правительство террориста Басаева. В результате конфликта с полевыми командирами Масхадов потерял контроль над большей частью территории за пределами Грозного.
За время правления Масхадова в Чечне быстро деградировали экономика и социальная сфера:

Над Чечнёй реально нависла экологическая и эпидемиологическая катастрофа. Города и разрушенные села практически не
восстанавливались, люди жили в разбитых кварталах, где уже давно нет ни канализации, ни воды, а часто — и электричества. Медицинское обслуживание, по существу, отсутствовало. Люди умирали от массовых болезней и голода, особенно высока смертность среди детей, практически все население нуждается в психотерапии. Школы, вузы практически не
работали, кроме нескольких частных колледжей. Усилился процесс арабизации образования. В Чечне явно обозначились признаки распада хозяйственных, культурных связей внутри социума. Из Чечни продолжался исход населения. По данным последней переписи (1989), здесь проживало 1270 тыс. человек, из них более 30 % русских и русскоязычных. Перед началом второй чеченской кампании население Ичкерии не превышало 400 тыс. (русских в Чечне осталось около 50 тыс.), здесь остались только те, кому некуда деться. 
На территории, находящейся под контролем ЧРИ, происходили массовые нарушения прав человека. В среднем за неделю происходило 60-70 преступлений, в том числе 8-10 убийств. При этом преступления также совершали представители масхадовской власти. Так, 4 сентября 1997 года в Грозном состоялся публичный расстрел женщины и мужчины, обвинённых шариатским судом. Однако по Конституции Российской Федерации на территории России действует мораторий на смертную казнь.
В апреле 1997 года Чечня получила 11 триллионов рублей финансовой помощи из государственного бюджета России, которые были расхищены властями ЧРИ.

### Антисемитизм и антиизраильские высказывания в информационной политике повстанцев
Правящая группировка ЧРИ в своей информационной политике пропагандировала антисемитизм. Историк Лёма Вахаев приводит один из примеров антисемитского высказывания ваххабитов: «Чтобы иметь иудейский метод мышления, необязательно являться евреем по крови или становиться таковым, сроднившись с „дочерью Сиона“ (sic, курсив Википедии). Достаточно быть лицемером, трусом и скрягой… Недолго осталось ждать … когда о Чечне скажут: „Очередная Иудея“». Другим примером является выступление Аслана Масхадова «Сегодня я вынужден признать, что у нас есть ваххабитская идеология, которая делает из нашей молодёжи роботов, отравляет её сознание. Эта идеология привносится искусственно. Её внедряют и распространяют наши враги и евреи…». По мнению Вахаева, данное высказывание отражало мышление сепаратистов, находящихся у власти: «Антисемитизм сегодня привносится в чеченское общество правящей элитой, значительная часть которой находится под влиянием исламских радикалов-фундаменталистов. Именно поэтому на контролируемом движением ваххабитов телеканале „Кавказ“ лейтмотив „Нам равных нет. Мы все сметём. Держись, Россия — мы идём!“ неразрывно связан с призывом „Будет наш Иерусалим!“». В официальной газете ЧРИ по поводу убийства повстанцами заложников-англичан говорилось: «Перед цивилизованным миром мы в очередной раз предстали в образе средневековых дикарей… Спецслужбы России и Израиля сегодня ликуют. Как и все явные и тайные враги ЧРИ».
Как писал в своей книге представитель российского отделения Антидиффамационной лиги Василий Лихачёв:

Информационное обеспечение чеченским повстанцам осуществлял Мовлади Удугов, известный своими антисемитскими взглядами. В результате после временной победы формирований ЧРИ в 1996—1999 годах Чечня стала регионом победившего антисемитизма (что прекрасно иллюстрирует тезис о возможности антисемитизма без евреев — ведь речь идет о мифологии, а не о реальном противостоянии с реальным врагом). Журналисты с удивлением констатировали, что «до войны чеченцы относились к этому народу достаточно доброжелательно, сегодня же ситуация резко изменилась». Чеченские боевики в интервью журналистам утверждали, что «чеченцы стали жертвой мирового сионистского заговора», или что «евреи руками глупых русских убивают мусульман». 
Георгий Заалишвили, который провёл около года в плену в Чечне, отмечал:

«Больше всего фундаменталисты по каким-то причинам ненавидели не русских, а евреев. Они снабжали меня литературой, которая в основе своей была такой же, которую распространяют в Москве „Память“ и ей подобные организации. Жидо-масонский заговор был одной из излюбленных тем для бесед».

В своём интервью предводитель ичкерийской группировки «Западный фронт ВС ЧРИ» Доку Умаров заявил: 
Враги называют Джихад терроризмом. Это тоже одна из пропаганд сионизма, еврейское лобби, которое заправляет сегодня всей информационной системой в этом мире, старается очернить сегодня наш джихад, оклеветать наш джихад и наш народ какими-то именами… Сегодня евреи, сплотив те государства, которые подконтрольны им, объединили весь христианский мир для уничтожения мусульман… Я думаю, что мы стоим на пороге больших событий, когда мусульманский мир просыпается и понимает, что, вместо того, что бы они были рабами Аллаха, они были рабами евреев. Так что, я думаю, братья-мусульмане поднимутся на большой джихад.
Амир Исламской бригады Рамзан Ахмадов поддерживал тесные контакты с палестинскими организациями и планировал им оказать военную помощь в борьбе с Израилем. В частности, в одном из своих интервью он заявлял: 

Самой главной идеей является оказание всеобъемлющей поддержки палестинским моджахедам. Уже подготовлены операции для проведения в Палестине. Это акции по исламизации во благо всего исламского мира. Надо, чтобы все правоверные повсеместно поднялись на борьбу с евреями. 